# レッセフェール
レッセフェール（仏: laissez-faire）とは、フランス語で「なすに任せよ」の意。経済学で頻繁に用いられており、その場合は「政府が企業や個人の経済活動に干渉せず市場のはたらきに任せること」を指す。自由放任主義（じゆうほうにんしゅぎ）と一般には訳される。

## 語源
「laissez-faire 」という言葉は、1681年頃、フランスの有力財務総監ジャン ＝バティスト・コルベールと、ル・ジャンドル氏率いるフランス人実業家グループとの間で行われた会合に由来すると考えられる。熱心な重商主義大臣が、フランス国家が商人にどのように貢献し、彼らの商業を促進できるかを尋ねたところ、ル・ジャンドルは簡潔に「Laissez-nous faire」（「私たちに任せてください」または「やらせてください」というフランス語の動詞で、目的語を必要としない）と答えた。
1750年代のフランスの重農主義者で商業総監であったヴァンサン・ド・グルネーは、フランソワ・ケネーの中国に関する著作から借用したと言われているように、自由放任主義という用語を普及させた。 ケネーは、 laissez-faireとlaissez-passerという造語を生み出した。  laissez-faire は中国語の無為のフランス語訳である。 グルネーは、フランスにおける貿易制限の撤廃と産業の規制緩和を熱心に支持した。コルベールとルジャンドルの逸話に感銘を受けた彼は、それをもとに「Laissez faire et laissez passer」（させよ、させよ）という格言を作り上げた。彼のモットーは、より長い「Laissez faire et laissez passer, le monde va de lui même !（放任し、放任すれば、世界はひとりでに動き続ける！）」である。グルネーは自身の経済政策思想に関する著作を残していないものの、同時代の人々、特に重農主義者たちに多大な影響を与えた。彼らは、自由放任主義のスローガンと教義の両方をグルネーの功績だとしている。

## 歴史
レッセフェール（自由放任主義）の語を最初に用いたのは、（生産物の「流通」を重視した）フランスの重農主義者である。この用語は（富・貨幣の「蓄積」を重視した）重商主義に反対する立場からの「スローガン」として用いられた。これを古典派経済学（古典学派）の祖であるイギリス（スコットランド）のアダム・スミスが主著『諸国民の富』（1776年）で体系化した。
アダム・スミスがその著書において「自由競争によって見えざる手が働き、最大の繁栄がもたらされる」と主張したのは有名である。もっとも、アダム・スミスは『諸国民の富』の中で「自由放任」については直接言及してはいない。
その後、1870年代にアルフレッド・マーシャルによって体系化された新古典派経済学（いわゆる新古典学派、厳密にはケンブリッジ学派と言う）にも自由放任主義の考え方は引き継がれた。
自由放任主義はジョン・メイナード・ケインズの1926年の著作『自由放任の終焉』によって初めて否定されたといわれることもあるが、これには強い異論もある。

## 学者の見解
経済学者の橘木俊詔は「レッセ・フェールは、現代でも有力な思想の一つとして生き続けている。市場原理主義・新自由主義と呼ばれる思想がそれであり、政府の介入を排し、規制緩和・自由主義による競争促進政策が、経済を強くするため必要と考えた。イギリスのマーガレット・サッチャー、アメリカのロナルド・レーガン、日本の小泉純一郎による構造改革路線はこの経済思想である」と指摘している。